# Hermann Ottiliae

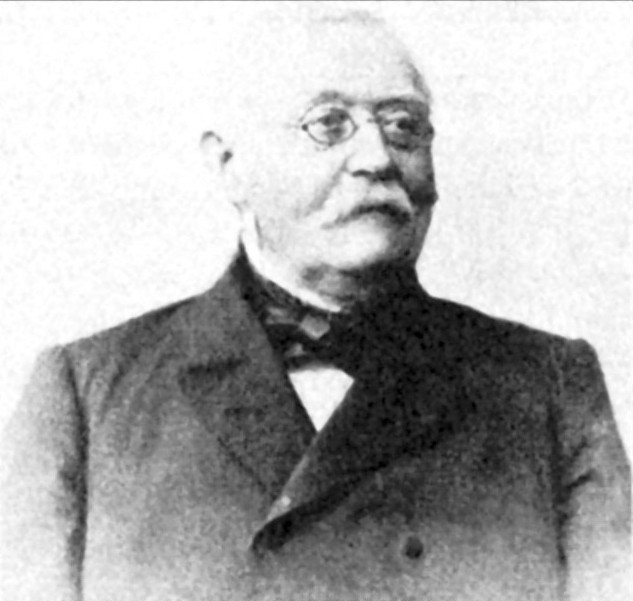
Ernst Hermann Ottiliae

Ernst Hermann Ottiliae (* 16. Februar 1821 in Eisleben; † 1. August 1904 in Breslau) war ein preußischer Berghauptmann.

## Leben

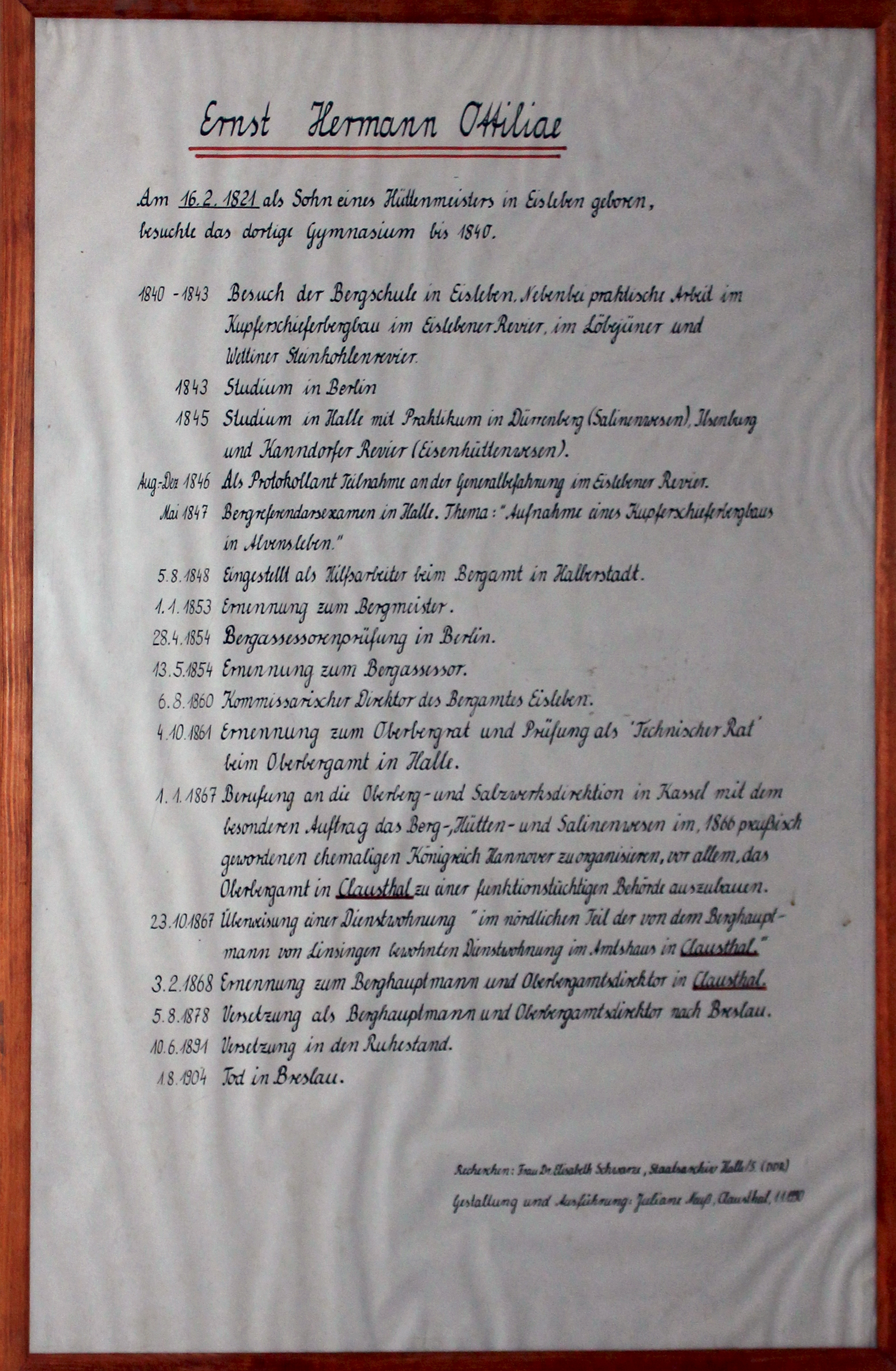
Infotafel am Ottiliae-Schacht

Ottiliae wurde 1821 in Eisleben als Sohn von Ernst Ottiliae (1775–1851) geboren. Sein Vater war Hüttenmeister und Direktor der Oberhütte der Mansfeldischen Kupferschieferbauenden Gewerkschaft.
Ottiliae besuchte in Eisleben die Grundschule und anschließend das Gymnasium, welches er 1840 mit dem Abitur abschloss.
Seine bergmännische Tätigkeit begann er im gleichen Jahr als Bergwerks-Beflissener.  Ab 3. Mai 1840 verfuhr er die ersten Untertageschichten des Probejahres in den zu Eisleben gehörenden Kupferschieferrevieren.
Anschließend besuchte er bis 1843 die Bergschule Eisleben (Matrikel-Nr. 270). Wie in der Bergschule üblich, arbeitete er zwei Tage in der Woche unter Tage im Kupferschieferbergbau und absolvierte Praktika auf Wettiner und Löbejüner Steinkohlenbergwerken.
Nach seiner Bergschulzeit studierte er in Berlin und Halle. Während der Studienzeit absolvierte er weitere Praktika im Kanndorfer Revier, in Ilsenburg und Dürrenberg. Im Mai 1847 bestand er die Bergrefendarsprüfung in Halle zum Thema: „Aufnahme eines Kupferschieferbergbaues in Alvensleben.“ Im gleichen Jahr schrieb er die Arbeit Kurze Darstellung der interessantesten Verbesserungen, welche in neuern Zeiten auf den gräflichen-wernigerödischen Eisenhüttenwerken zu Ilsenburg in Ausführung gekommen sind, nebst spezieller Berücksichtigung des dortigen Hohofenprozesses.

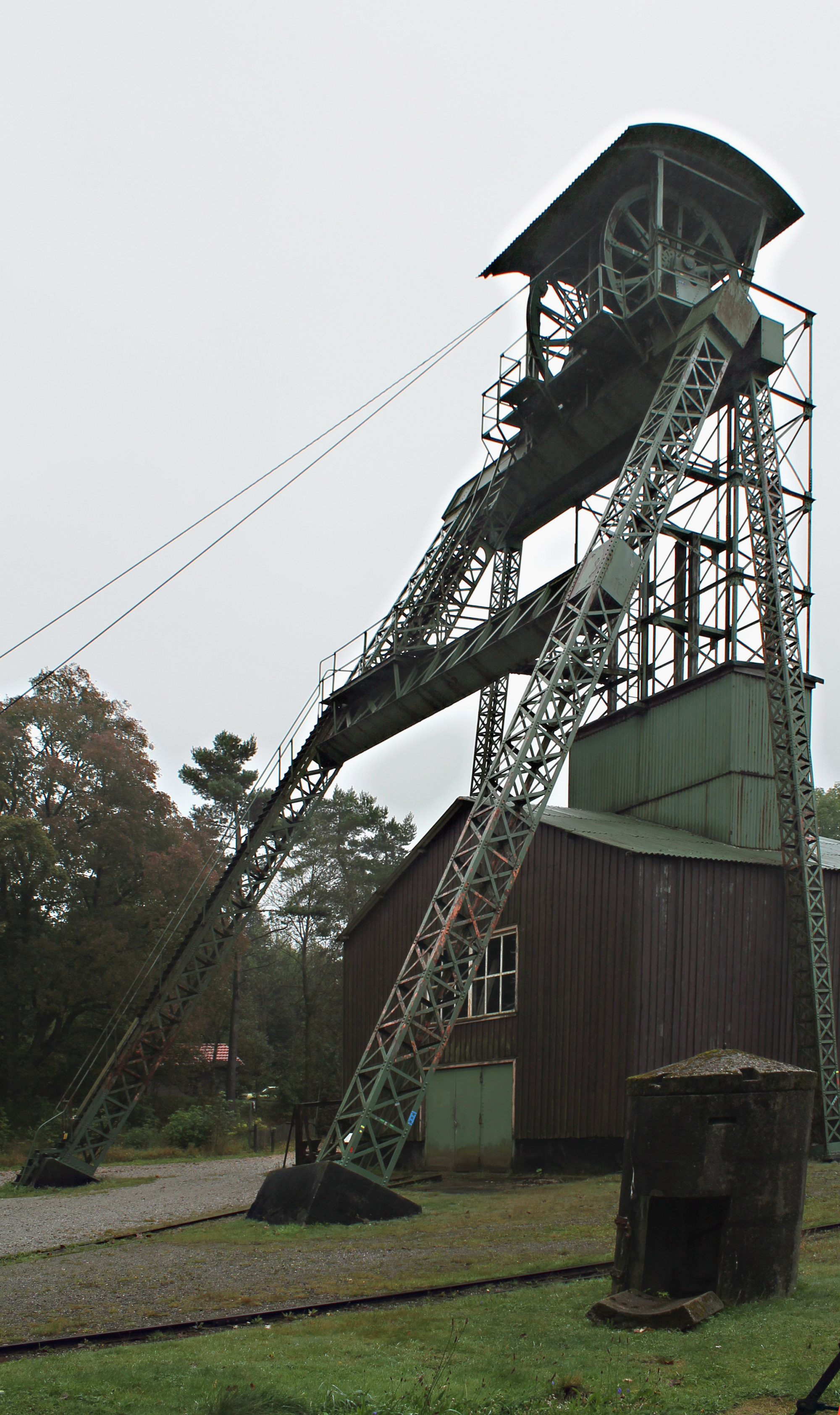
Fördergerüst des Ottiliae-Schachtes

Am 5. August 1848 bekam Ottiliae eine Stelle als Bergreferendar beim Bergamt Halberstadt. Dort stieg er 1850 zunächst zum Obereinfahrer und am 1. Januar 1853 zum Bergmeister auf. Am 28. April 1854 bestand er die Assessorenprüfung in Berlin und wurde am 13. Mai zum Bergassessor ernannt.
1856 verfasste er das Manuskript Das Vorkommen des Kupferschiefers und der denselben begleitenden Schichten bei Alvensleben, Emden, Hundisburg etc.
Am 6. August 1860 wurde er als stellvertretender beziehungsweise kommissarischer Direktor ans Eisleber Bergamt versetzt, am 4. Oktober 1861 zum Oberbergrat ernannt und als Technischer Rat Mitglied des halleschen Oberbergamtes.
Ab dem 1. Januar 1867 ging Ottiliae kurzzeitig als Vorsitzender der Oberberg- und Salzwerksdirektion nach Kassel und wurde noch im selben Jahr an das Berg- und Forstamt nach Clausthal berufen. Hier arbeitete er unter Berghauptmann von Linsingen an der Neuregelung der Bergverwaltung im ehemaligen Königreich Hannover. Ottiliae erhielt eine Dienstwohnung im Clausthaler Amtshaus, die er sich zunächst mit von Linsingen teilen musste.
Als 1868 das Oberbergamt Clausthal errichtet wurde, wurde er am 3. Februar 1868 zum Berghauptmann und Oberbergamtsdirektor ernannt. Am 5. August 1878 wurde er im gleichen Rang und Titel an das Oberbergamt Breslau versetzt. 1890 feierte Ottiliae sein fünfzigjähriges Bergmannsjubiläum. Ein Jahr darauf, am 10. Juni 1891, wurde er auf eigenen Wunsch in den Ruhestand versetzt. Anlässlich seines Ausscheidens aus dem Staatsdienst wurde ihm der Titel eines Wirklichen Geheimen Oberbergrates verliehen.
Ottiliae starb dreiundachtzigjährig am 1. August 1904 in Breslau.

### Familie
Über seine Familie ist wenig bekannt, lediglich eine Tochter Doris wurde erwähnt, die den aus einer alten Harzer Bergmannsfamilie stammenden Bergwerksdirektor Hugo Koch heiratete.

## Leistungen
Ottiliae reorganisierte die Bergwerksverwaltung im seit 1866 preußischen Königreich Hannover nach preußischem Muster. In seiner Amtszeit wurde der Zentralschacht der Clausthaler Bergwerke, der nach ihm benannte Ottiliae-Schacht abgeteuft.

## Auszeichnungen
„Die vielseitigen Verdienste, welche sich der Verstorbene durch seine ersprießliche Tätigkeit in allen ihm übertragenen Stellungen erworben hat, haben die vollste Anerkennung seines obersten Bergherrn gefunden. Nachdem ihm bereits im Jahre 1865 der Rote Adlerorden IV. Klasse verliehen worden war, erhielt er 1869 den Roten Adlerorden III. Klasse mit Schleife, 1880 die II. Klasse desselben Ordens mit Eichenlaub und bei seinem Bergmannjubiläum am 3. Mai 1890 den Stern hierzu mit Eichenlaub und der Zahl 50.
An außerpreußischen Orden besaß der Verstorbene das Kommandeurkreuz II. Klasse des Herzoglich braunschweigischen Ordens Heinrichs des Löwen, das Komturkreuz des Großherzoglich mecklenburgischen Hausordens der Wendischen Krone und den Sankt-Stanislaus-Orden II. Klasse mit dem Stern.“

## Werke
- Das Vorkommen, die Aufsuchung und die Gewinnung der Braunkohlen in der preußischen Provinz Sachsen. Berlin 1859–1860 (Lehrbuch für den Braunkohlenbergmann)